# Rhinella pygmaea
Espèce
Synonymes
- Bufo pygmaeus Myers & Carvalho, 1952

Statut de conservation UICN

 LC  : Préoccupation mineure
Rhinella pygmaea est une espèce d'amphibiens de la famille des Bufonidae.

## Répartition
Cette espèce est endémique du Brésil. Elle se rencontre dans l'État de Rio de Janeiro et dans le sud de l'Espírito Santo jusqu'à 50 m d'altitude.

## Publication originale
- Myers & Carvalho, 1952 : A new dwarf toad from Southeastern Brazil. Zoologica, vol. 37, no 1, p. 1-3.